# هوي مورينز
هوارد ويليام مورينز (21 من سبتمبر 1902م – 8 من مارس 1937م) هو لاعب هوكي جليد كَندي محترف. لعب مورينز في خط وسط ثلاث فرق في دوري الهوكي الوطني (NHL) تتمثل في: فريق مونتريال كنديانز (Montreal Canadiens) (في فترتَين) وفريق شيكاغو بلاكهوكس (Chicago Blackhawks) وفريق نيويورك رينجرز (New York Rangers). تفوَّق مورينز في دوري هوكي أونتاريو للناشئين قبل أن يشارك في دوري الهوكي الوطني، حيث كان فريقه يلعب على الكأس التذكاري، في بطولة هوكي الجليد للناشئين التي أقيمت في كندا. وكان مورينز من أبرز لاعبي دوري الهوكي الوطني، حيث أحرز خلاله العديد من الأهداف. اشتهر مورينز، المُتزلج القوي، باسم «شعاع ستراتفورد» (Stratford Streak) و«نيزك ميتشل» (Mitchell Meteor)، إشارةً إلى سرعته في التزلُّج على الجليد.
لعب مورينز في 14 موسمًا من مواسم دوري الهوكي الوطني، وهو يُعتبر أحد نجوم دوري الهوكي الوطني. حيث لعب في فريق كنديانز الذي فاز بكأس ستانلي ثلاث مرات. كما تم إدراجه عشر مراتٍ ضمن أول عشرة هدَّافين خلال لعبه في دوري الهوكي الوطني. وتصدَّر مورينز فريق كنديانز لمدة سبعة مواسمٍ متتاليةٍ في إحراز الأهداف والنقاط. ولُقب مورينز ثلاث مراتٍ في تاريخه المهني بلاعب الدوري الأبرز، كما أنه أحرز أكثر أهداف الدوري في موسمٍ واحدٍ وأكثر نقاطه في موسمَين. وتم ترشيحه ليلعب في فريق نجوم دوري الهوكي الوطني ثلاث مرات.
توفي مورينز إثر مضاعفاتٍ نجمت عن كسر إحدى ساقَيه في إحدى المباريات. وبعد وفاته، قام فريق كنديانز للمرة الأولى في تاريخه بتعليق رقم قميصه الرياضي. وعندما تم افتتاح قاعة مشاهير الهوكي في عام 1945، كان مورينز ضمن أول تسعة مشاهير أُدرجوا فيها. وفي عام 1950، لقَّبته وكالة الأنباء الكندية بأفضل لاعب هوكي جليد في النصف الأول من القرن العشرين.

## وصلات خارجية
- هوي مورينز على موقع دوري الهوكي الوطني (الإنجليزية)
- هوي مورينز على موقع EliteProspects.com (الإنجليزية)
- هوي مورينز على موقع HockeyDB.com (الإنجليزية)
- هوي مورينز على موقع Hockey-Reference.com (الإنجليزية)
- هوي مورينز على موقع قاعة كندا للمشاهير الرياضية (الإنجليزية)
- هوي مورينز على موقع قاعة كيبيك للمشاهير الرياضية (الفرنسية)

- Howie Morenz, History by the Minute